# Lousson Reinhardt
Henri Baumgartner (1929 – 1992), mais conhecido como Lousson Reinhardt, foi um guitarrista de gypsy jazz francês e o primeiro filho de Django Reinhardt com sua primeira esposa Florine "Bella" Mayer.

## Biografia
Lousson, batizado como Henri, era o primeiro filho de Django Reinhardt e Florine "Bella" Mayer; entretanto, Django e Bella separaram-se logo após o nascimento, tendo como consequência o fato de Lousson ter sido criado na família do segundo marido de Bella, cujo sobrenome era Baumgartner, sobrenome esse que consta em sua certidão de nascimento. Ele ficou conhecido pelo apelido "Lousson", do francês "l'ourson" que significa "o filhote de urso". As duas famílias mantiveram-se em contato, de modo que Lousson chegou a aprender violão com Django e tocou no acompanhamento a seu pai numa turnê pela Bélgica em 1948. Lousson frequentemente estava na estrada nas décadas de 1950 e 1960 e nunca gravou comercialmente com exceção de uma gravação não lançada com a violinista Vivian Villerstein. Indivíduo reservado e algo tímido, Lousson apresentava-se esporadicamente em bares de Paris durante a década de 1960 e compareceu várias vezes aos festivais de música em memória de Django Reinhardt, realizados em Samois-sur-Seine.
Seu estilo musical é descrito como seguidor das tendências "mais modernas" produzidas por seu pai, assim como pela produção artística de Wes Montgomery e Jim Hall. Em 1978, durante uma apresentação em Samois, ele aparece utilizando uma guitarra Gibson ES-175 pertencente ao irmão de Django, Joseph; his appearances in 1960s Paris and at the 1968 Samois festival are held in high regard by the few who were privileged to attend them. Francis-Alfred Moerman, músico que acompanhou Sarane Ferret por muitos anos, apresentou-se com Lousson por vários anos na década de 1960 e disse: "Tocar com Lousson foi uma experiência extraordinária; ele realmente tinha o talento de seu pai nos dedos... mas realmente não tinha sorte - seu talento era impressionante, mas ele tocou na década de 1960, que foi a pior época para jazzistas; então, ele nunca foi bem-sucedido e nunca deixou gravações oficiais."
Sentindo-se sub-representado pela crítica assim como pelas autoridades francesas como filho legítimo de Django (dado que seus pais casaram-se somente à moda cigana, sem a realização de um casamento civil exigido pela lei francesa), Lousson deixou a música em 1980. Ele teve 10 filhos (outra fonte diz que foram 16) e teve muitos sofrimentos do ponto de vista financeiro, ficando frequentemente sem instrumentos musicais por tê-los usado como forma de pagamento aos médicos que tratavam seus filhos. Lousson faleceu em 1992, tendo vivido de forma nômade conforme a tradição de seu povo, tendo sido enterrado em Samois junto a seu pai, Django Reinhardt e ao irmão de Django, Joseph.

## Discografia
- 1948 - (relançado várias vezes) Django Reinhardt: "Concert de Bruxelles"
- década de 1960 -  gravações não lançadas
- 2002 -  Gipsy Jazz School - Django's Legacy compilação (2 CDs, uma faixa com Lousson) Iris Music 3001 845 album details
- 2005 - Django Reinhardt (et al.): Django Reinhardt - Intégrale vol. 20 (2xCD, compilation, 1 track only) Frémeaux & Associés FA320 album details